# Různoběžky
Dvě různé přímky {\displaystyle p,q} ležící ve společné rovině, které mají právě jeden společný bod, se nazývají různoběžné přímky (různoběžky) a označují {\displaystyle p\nparallel q}.
Dvě různoběžky rozdělují rovinu, ve které leží, na 4 úhly. Jestliže mají tyto úhly stejnou velikost, pak se nazývají pravé a přímkám říkáme, že jsou navzájem kolmé (kolmice).